# Liste der Biografien/Gai
Liste der Biografien |
Portal Biografien |
Personensuche
# |
A |
B |
C |
D |
E |
F |
G |
H |
I |
J |
K |
L |
M |
N |
O |
P |
Q |
R |
S |
T |
U |
V |
W |
X |
Y |
Z |
?
 
Ga |
Gb |
Gc |
Gd |
Ge |
Gf |
Gh |
Gi |
Gj |
Gk |
Gl |
Gm |
Gn |
Go |
Gp |
Gq |
Gr |
Gs |
Gu |
Gv |
Gw |
Gy |
Gz
 
Gaa |
Gab |
Gac |
Gad |
Gae |
Gaf |
Gag |
Gah |
Gai |
Gaj |
Gak |
Gal |
Gam |
Gan |
Gao |
Gap |
Gaq |
Gar |
Gas |
Gat |
Gau |
Gav |
Gaw |
Gax |
Gay |
Gaz
Die Liste der Biografien führt alle Personen auf, die in der deutschsprachigen Wikipedia einen Artikel haben. Dieses ist eine Teilliste mit 376 Einträgen von Personen, deren Namen mit den Buchstaben „Gai“ beginnt.

## Gai
- Gai, Ao (* 1995), chinesische Tennisspielerin
- Gai, Dar (* 1989), ukrainische, in Indien tätige Filmproduzentin, -regisseurin und Drehbuchautorin
- Gai, Gatluak († 2011), südsudanesischer Rebellenführer
- Gai, Jennie (* 2001), US-amerikanische Badmintonspielerin
- Gai, Mass Axi, Minister und Sportfunktionär in Gambia
- Gai, Pa Amadou (* 1984), gambischer Fußballspieler
- Gai, Pa Modou (* 1977), gambischer Leichtathlet
- Gai, Pratibha (* 1948), britische Physikerin und Hochschullehrerin
- Gai, Taban Deng, südsudanesischer Politiker

### Gaia
- Gaia (* 1997), italienische Popsängerin und SongwriterinGaia (* 1997)

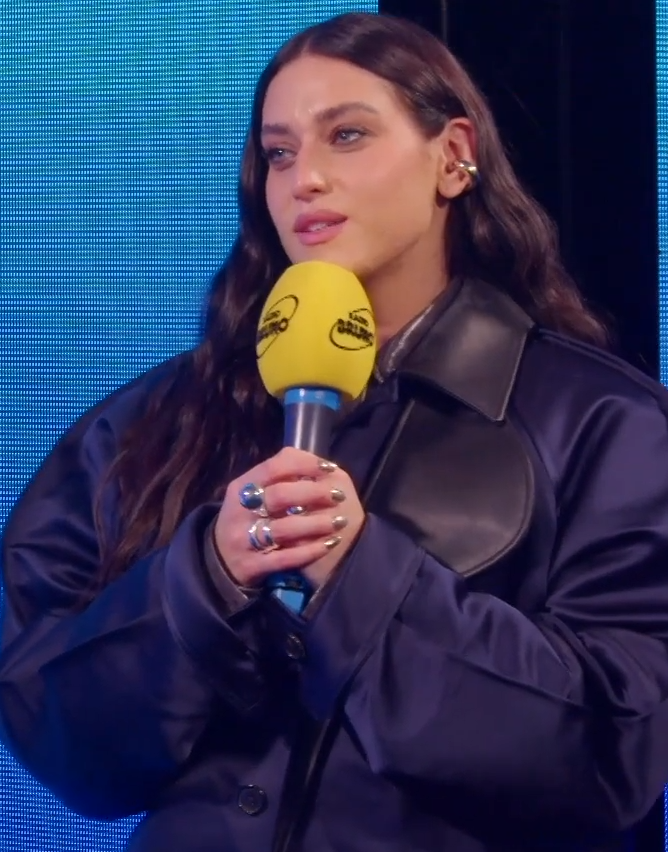
Gaia (* 1997)

- Gaia, Michele (* 1985), italienischer Straßenradrennfahrer
- Gaianus († 348), römischer Jurist
- Gaiardoni, Sante (1939–2023), italienischer Radsportler, Olympiasieger
- Gaiazova, Daria (* 1983), kanadische Skilangläuferin

### Gaib
- Gaibana, Giovanni da, italienischer Maler
- Gaibler, Georg Alois († 1813), deutscher Maler
- Gaibor García, Fausto (1952–2021), ecuadorianischer Geistlicher, römisch-katholischer Bischof von Tulcán

### Gaic
- Gaich, Adolfo (* 1999), argentinischer Fußballspieler
- Gaich, Tanja (* 1980), österreichische Chemikerin
- Gaichatu († 1295), mongolischer Ilchan von Persien

### Gaid
- Gaïd Salah, Ahmed (1940–2019), algerischer Politiker und General
- Gaida, Alexander (* 1991), deutscher Synchronsprecher und Schauspieler
- Gaida, Alfred (* 1951), deutscher Radrennfahrer
- Gaida, Bernard (* 1958), polnischer Politiker (VDG) der deutschen Minderheit in Polen, Unternehmer
- Gaida, Erich (1928–2015), deutscher Oberst im Ministerium für Staatssicherheit (MfS) der DDR
- Gaida, Galina (* 1936), sowjetisch-russische Sprinterin
- Gaida, Jochen, deutscher Drehbuchautor, Storyeditor und redaktioneller Mitarbeiter in der Fernsehproduktion
- Gaida, Klaus G. (* 1950), deutscher Maler
- Gaida, Maria (* 1954), deutsche Altamerikanistin
- Gaida, Michael (* 1947), deutscher Schriftsteller und Graphiker
- Gaida, Rayk (* 1964), deutscher Schauspieler
- Gaida, Thomas (* 1966), deutscher Orgelbauer
- Gaida, Wilhelm (1902–1988), deutscher Parteifunktionär (KPTsch, SED), Partisan und Leiter der Bezirksverwaltung Erfurt des MfS
- Gaidai, Leonid Iowitsch (1923–1993), russischer und sowjetischer Regisseur
- Gaidamavičius, Vytautas (1931–2008), litauischer Pianist und Politiker
- Gaidano, María José (* 1973), argentinische Tennisspielerin
- Gaidar, Arkadi Petrowitsch (1904–1941), sowjetischer Jugendschriftsteller
- Gaidar, Jegor Timurowitsch (1956–2009), russischer Politiker und MinisterpräsidentJegor Timurowitsch Gaidar (1956–2009)

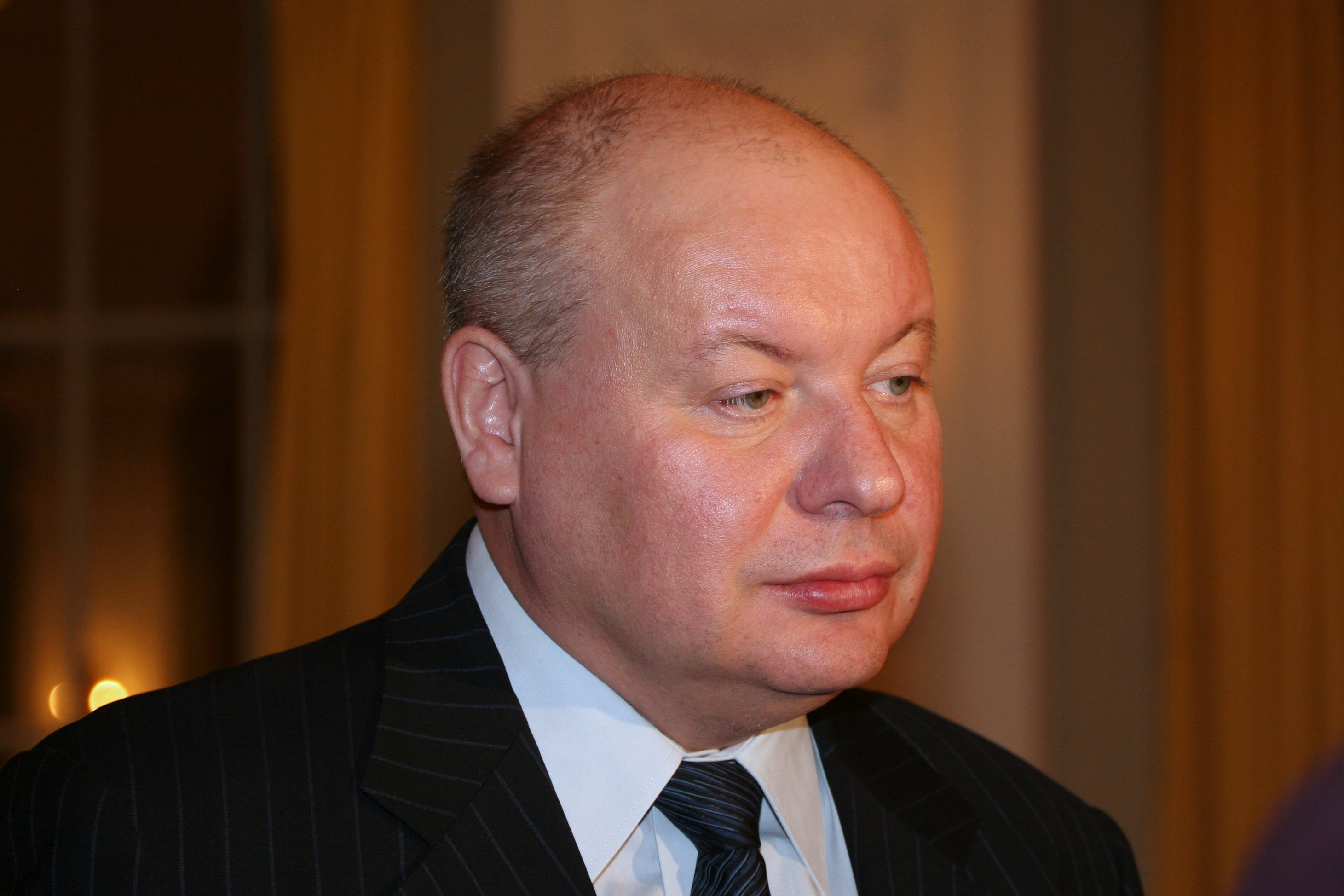
Jegor Timurowitsch Gaidar (1956–2009)

- Gaidar, Marija Jegorowna (* 1982), russische Politikerin
- Gaidarbekow, Gaidarbek Abdulajewitsch (* 1976), russischer Amateurboxer
- Gaidarow, Wladimir Georgijewitsch (1893–1976), russischer Theater- und Filmschauspieler
- Gaidarschi, Xenija Sergejewna (* 1995), russische Tennisspielerin
- Gaidelis, Julius (1909–1983), litauischer Komponist und Dirigent
- Gaidenko, Piama Pawlowna (1934–2021), sowjetische bzw. russische Philosophin und Hochschullehrerin
- Gaider, David (* 1971), kanadischer Computerspieldesigner
- Gaidet, Christian (* 1963), französischer Skirennläufer
- Gaidinliu, Rani (1915–1993), indische Unabhängigkeitskämpferin und Indigenenführerin
- Gaidon, Maurice (1928–2011), französischer Geistlicher, römisch-katholischer Bischof von Cahors
- Gaidoz, Henri (1842–1932), französischer Keltologe und Ethnologe
- Gaidry, Diane (1964–2019), US-amerikanische Schauspielerin und Filmproduzentin
- Gaiduc, Nicolae (* 1996), moldauischer Biathlet und Skilangläufer
- Gaiduk, Jekaterina Jewgenjewna (* 1989), russische Handballspielerin
- Gaiduk, Pawel (* 1976), kasachischer Skispringer
- Gaidukewitsch, Wiktor Franzewitsch (1904–1966), sowjetischer Klassischer Archäologe
- Gaidutschenko, Sergei Sergejewitsch (* 1989), russisch-ukrainischer Eishockeytorwart
- Gaidys, Uta, deutsche Pflegewissenschaftlerin
- Gaidzik, Georg (1921–1953), deutscher Volkspolizist, Opfer der Volksaufstandes vom 17. Juni 1953 in der DDR
- Gaidzik, George (1885–1938), US-amerikanischer Wasserspringer
- Gaidzik, Peter Wolfgang (* 1958), deutscher Medizinrechtler
- Gaidžiūnas, Aurimas (* 1967), litauischer Politiker, seit November 2016 Mitglied des Seimas

### Gaie
- Gaier, Claude (1938–2021), belgischer Historiker, Waffenkundler, Industriehistoriker, Festungsforscher und ehemaliger Leiter des Musée des Armes in Lüttich
- Gaier, Dieter (1928–2002), deutscher Mathematiker
- Gaier, Enzo (* 2002), österreichischer Schauspieler
- Gaier, Hans (1902–1945), deutscher NS-Täter, NSDAP-Mitglied, SA-Mitglied, Polizeidirektor der Schutzpolizei in Kielce
- Gaier, Lino, österreichischer Schauspieler
- Gaier, Reinhard (* 1954), deutscher Richter des Bundesverfassungsgerichts
- Gaier, Ted (* 1964), deutscher Musiker, Regisseur und DarstellerTed Gaier (* 1964)

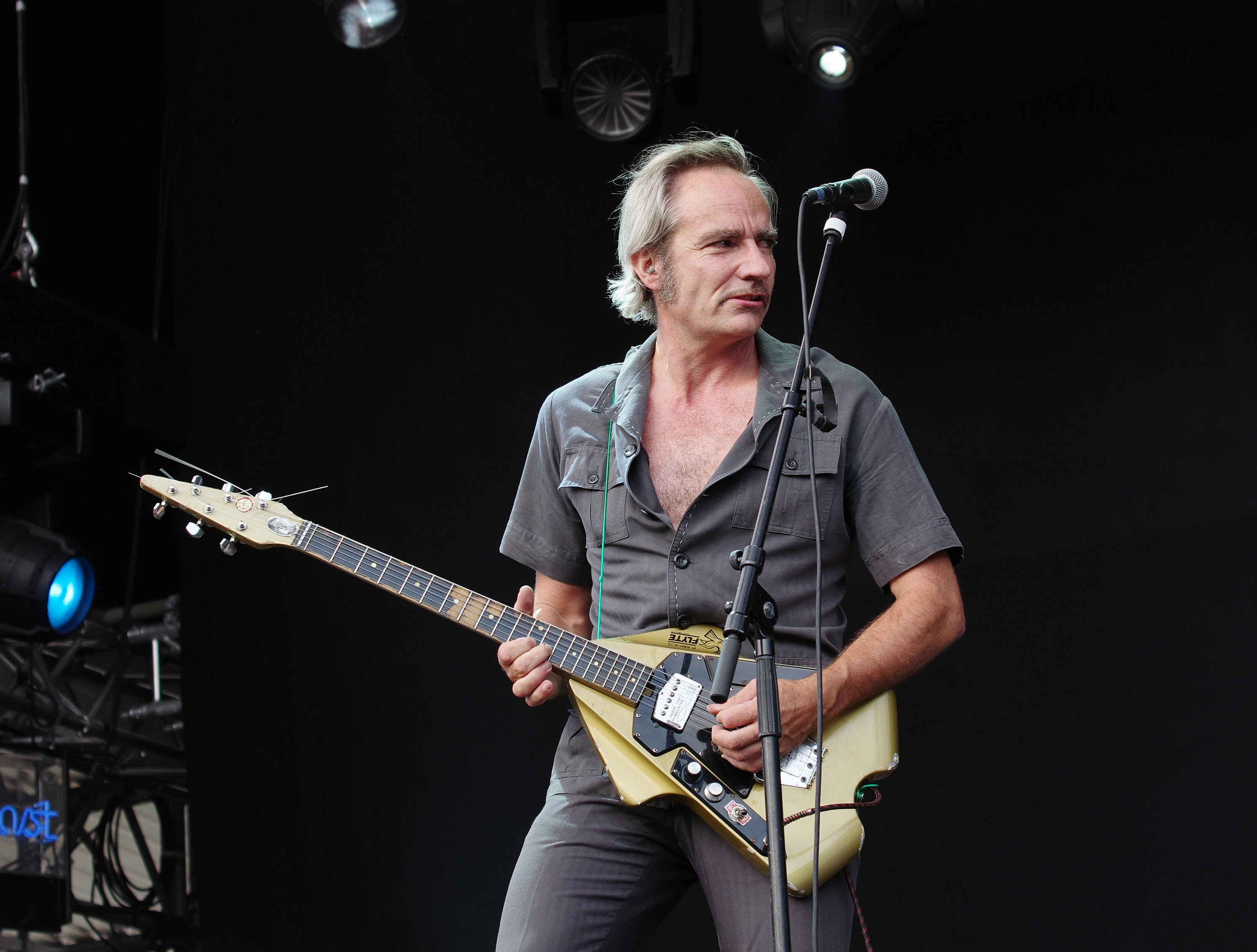
Ted Gaier (* 1964)

- Gaier, Ulrich (* 1935), deutscher Literatur- und Kulturwissenschaftler
- Gaier, Zita (* 2006), österreichische Schauspielerin

### Gaif
- Gaiffe, Félix (1874–1934), französischer Romanist und Theaterwissenschaftler
- Gaifman, Haim (* 1934), israelischer Mathematiker
- Gaifman, Milette (* 1971), israelische Kunsthistorikerin und Hochschullehrerin (griechische Kunst)
- Gaifullin, Alexander Alexandrowitsch (* 1984), russischer Mathematiker

### Gaig
- Gaigalat, Wilhelm (1870–1945), preußisch-litauischer Pfarrer und Mitglied im preußischen Abgeordnetenhaus
- Gaige, Jeremy (1927–2011), US-amerikanischer Schachjournalist und Schachhistoriker
- Gaigerowa, Warwara Adrianowna (1903–1944), russische Komponistin und Pianistin
- Gaigg, Christine (* 1960), österreichische Choreografin und Tänzerin
- Gaigg, Gerfrid (* 1932), österreichischer Politiker (ÖVP), MdEP, Abgeordneter zum Nationalrat
- Gaigg, Michi (* 1957), österreichische Violinist und Dirigentin
- Gaigher, Orazio (1870–1938), österreichisch-italienischer Maler
- Gaigl, Sebastian (1797–1876), Kaufmann und Mäzen in München
- Gaignard, Hilaire (1884–1964), französischer Flugpionier und Autorennfahrer
- Gaignard, Roger (1933–2024), französischer Bahnradsportler
- Gaigne, Pascal (* 1958), französischer Komponist

### Gaik
- Gaik, Friedrich Wilhelm (1896–1982), deutscher Filmproduzent, Produktions- und Herstellungsgruppenleiter
- Gaik, Nico (* 1978), deutscher Musicaldarsteller und Musikproduzent
- Gaikis, Lona (* 1982), kanadisch-österreichische Kuratorin, künstlerische Forscherin und Philosophin
- Gaikowski, Richard (1880–1932), deutscher Gewerkschaftsfunktionär und Politiker (Zentrum)
- Gaikwad, Raju (* 1990), indischer Fußballspieler

### Gail
- Gail, Adalbert (1941–2023), deutscher Indologe
- Gail, Andreas von (1526–1587), Jurist der Humanistenzeit, Staatsmann
- Gail, Anton (1910–1981), deutscher Pädagoge, klassischer Philologe und Historiker
- Gail, David (1965–2024), US-amerikanischer Schauspieler
- Gail, Ferdinand (1826–1885), Landtagsabgeordneter Großherzogtum Hessen
- Gail, Georg (1819–1882), deutscher Fabrikant
- Gail, Georg (1884–1950), deutscher Fabrikant
- Gail, Hermann (* 1939), österreichischer Schriftsteller
- Gail, Jeanne (1936–1988), US-amerikanische Kinderdarstellerin
- Gail, Jörg († 1584), deutscher Schulmeister, Notar, Verfasser des Itinerars Raißbüchlin
- Gail, Max (* 1943), US-amerikanischer Schauspieler
- Gail, Otto (1887–1970), deutscher Verwaltungsjurist und Landrat
- Gail, Otto Willi (1896–1956), deutscher Wissenschaftsjournalist und Schriftsteller
- Gail, Philipp (1525–1574), Bürgermeister von Köln
- Gail, Philipp (1785–1865), Landtagsabgeordneter Großherzogtum Hessen
- Gail, Sophie (1775–1819), französische Opernsängerin (Mezzosopran), Komponistin und Schriftstellerin
- Gail, Wilhelm (1804–1890), deutscher Architekturmaler
- Gail, Wilhelm (1854–1925), Fabrikant und Landtagsabgeordneter Großherzogtum Hessen
- Gailana, zunächst die Schwägerin, dann die Ehefrau des Frankenherzogs Gosbert und Initiatorin des Märtyrertodes des Heiligen Kilian
- Gailani Werr, Lamia al (1938–2019), irakische Archäologin
- Gailani, Raschid Ali al- (1892–1965), irakischer PolitikerRaschid Ali al-Gailani (1892–1965)

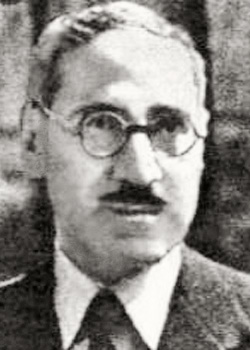
Raschid Ali al-Gailani (1892–1965)

- Gailat, Kurt (1927–2010), deutscher Oberst des MfS der DDR
- Gailberger, Steffen (* 1974), deutscher Germanist
- Gaile, Jeri, US-amerikanische Schauspielerin
- Gaile, Jochen (* 1943), deutscher Historiker und Publizist
- Gaile, Karl (1905–1979), deutscher Politiker (KPD, SED), Spanienkämpfer und Funktionär
- Gaile, Lidija (* 1922), lettische Weitspringerin
- Gailer, Georg (* 1971), deutscher Eishockeyspieler
- Gailer, Jacob Eberhard (1792–1850), deutscher Schriftsteller und Pädagoge
- Gailer, Johann (1865–1927), österreichischer Landwirt und Politiker
- Gailer, Peter (* 1956), deutscher Eishockeyspieler und -trainer
- Gailer, Thomas (* 1981), deutscher Volleyballspieler und -trainer
- Gailes, Jason (* 1970), US-amerikanischer Ruderer
- Gailevičius, Alfonsas (1910–1998), sowjetischer Politiker, Generalmajor, Vizeminister
- Gailey, Charles K. junior (1901–1966), US-amerikanischer Generalmajor (US Army)
- Gailey, Francis (1882–1972), US-amerikanischer Schwimmer
- Gailhabaud, Jules (1810–1888), französischer Kunsthistoriker
- Gailhard, André (1885–1966), französischer Komponist
- Gailhard, Pierre (1848–1918), französischer Opernsänger (Bass) und Theaterdirektor
- Gailhoustet, Renée (1929–2023), französische Architektin und Stadtplanerin
- Gailing, Henning (* 1965), deutscher Jazzmusiker (Kontrabass, E-Bass)
- Gailing, Ludger (* 1976), deutscher Regionalplaner
- Gailis, Karl Andrejewitsch (1888–1960), lettisch-sowjetischer Revolutionär und Politiker
- Gailis, Māris (* 1951), lettischer Politiker und Unternehmer
- Gailis, Rachel (* 2004), US-amerikanische Tennisspielerin
- Gailis, Werner (1925–1993), deutscher Bildhauer und Hochschullehrer
- Gailit, August (1891–1960), estnischer Schriftsteller
- Gailītis, Jānis (* 1985), lettischer Basketballtrainer
- Gailiūnas, Algirdas (* 1948), litauischer Richter
- Gailius, Vitalijus (* 1969), litauischer Jurist und Politiker, Mitglied des Seimas
- Gailkirchen, Johannes, Rechtswissenschaftler, Hochschullehrer in Jena
- Gailkircher, Johannes (1543–1621), Rechtswissenschaftler, Hochschullehrer in Ingolstadt, Verwaltungsjurist im Erzherzogtum Österreich, der Reichsstadt Augsburg und im Herzogtum Bayern
- Gaill, Françoise (* 1948), französische Biologin und Ozeanografin
- Gaillard, Auger (1530–1595), französischer Dichter okzitanischer und französischer Sprache
- Gaillard, Baptiste (* 1982), Schweizer Künstler und Schriftsteller
- Gaillard, Carl (1813–1851), deutscher Schriftsteller und Musikjournalist
- Gaillard, Cyprien (* 1980), französischer Künstler
- Gaillard, Cyril (* 1986), französischer Skilangläufer
- Gaillard, Delia (* 2006), französische Tennisspielerin
- Gaillard, Émile (1821–1902), französischer Bankier und Kunstsammler
- Gaillard, Emmanuel (1875–1956), Schweizer Politiker (FDP)
- Gaillard, Eugène (1862–1933), französischer Designer
- Gaillard, Félix (1919–1970), französischer Politiker, Mitglied der Nationalversammlung und Premierminister
- Gaillard, Gabriel-Henri (1726–1806), französischer Historiker und Literat
- Gaillard, Gustav Adolph (1818–1899), Kirchenältester (Ancien) der französischen Kolonie in Berlin
- Gaillard, Jacques (* 1950), französischer Skisportler und Skisprungtrainer
- Gaillard, Jean-Marc (* 1980), französischer Skilangläufer
- Gaillard, John (1765–1826), US-amerikanischer Politiker
- Gaillard, Lamont (* 1996), US-amerikanischer American-Football-Spieler
- Gaillard, Marie-Rose (1944–2022), belgische Radrennfahrerin
- Gaillard, Mary (1939–2025), US-amerikanische theoretische Physikerin
- Gaillard, Micha (1957–2010), haitianischer Politiker und Hochschullehrer
- Gaillard, Ophélie (* 1974), französische Cellistin
- Gaillard, Ottofritz (1915–2006), deutscher Theaterregisseur
- Gaillard, Patrick (* 1952), französischer Formel-1- und Sportwagenfahrer
- Gaillard, Pauline, französische Filmeditorin
- Gaillard, Perceval (* 1983), französischer Politiker
- Gaillard, Raymond (1904–1973), französischer Unternehmer und Autorennfahrer
- Gaillard, Rémi (* 1975), französischer KomikerRémi Gaillard (* 1975)

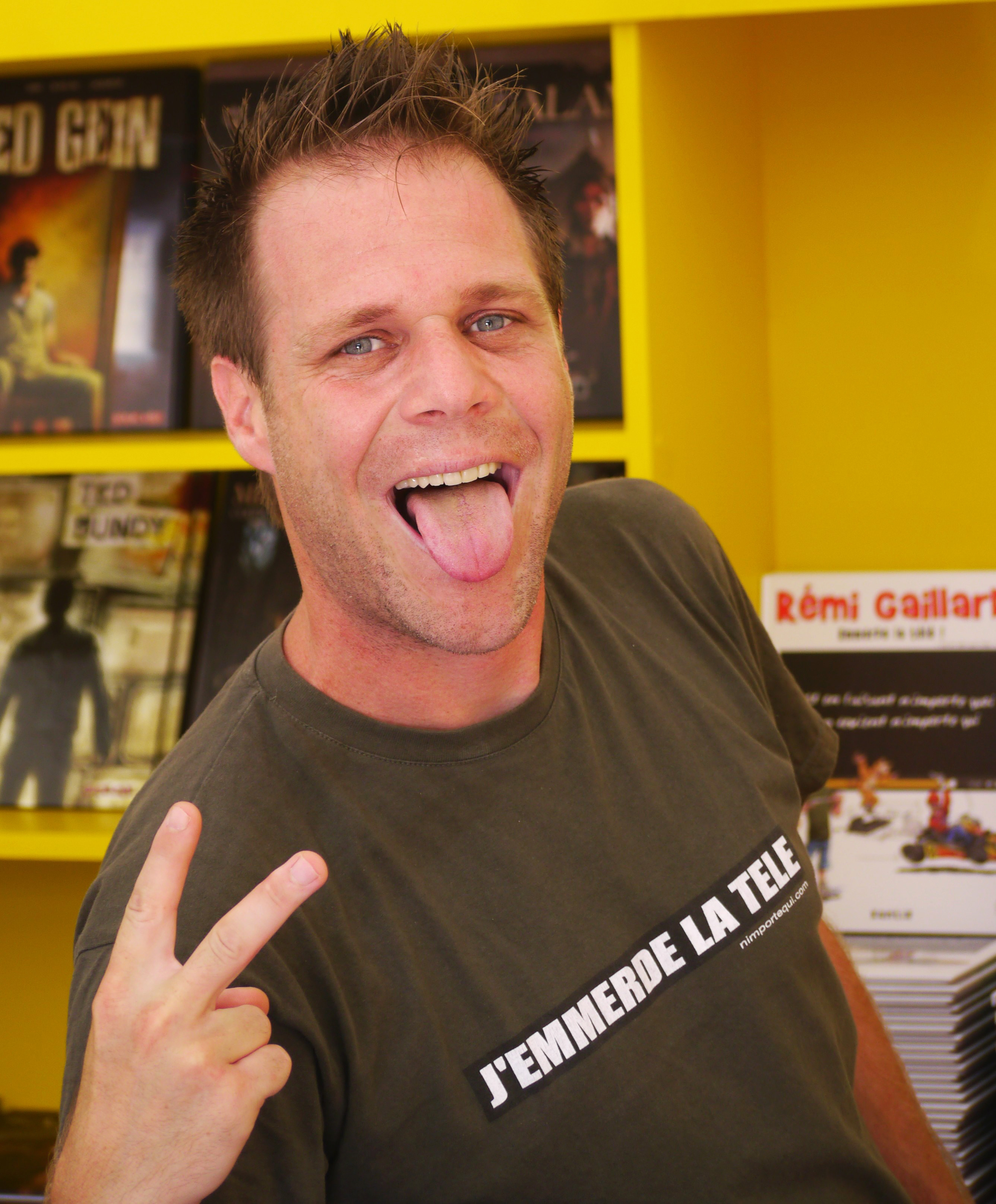
Rémi Gaillard (* 1975)

- Gaillard, Roger (1923–2000), haïtianischer Historiker, Schriftsteller und Rektor
- Gaillard, Rolande (1909–2006), Schweizer Lehrerin und Frauenrechtlerin
- Gaillard, Slim (1916–1991), US-amerikanischer Jazzsänger und -musiker
- Gaillard, Virgile (1877–1943), französischer Fußballspieler
- Gaillardin, Casimir (1810–1880), französischer Historiker
- Gaillardot, Charles (1814–1883), französischer Mediziner und Naturforscher
- Gaillemin, Symphorien (1839–1917), französischer römisch-katholischer Geistlicher, Zisterzienser, Abt und Autor
- Gailler, Franz Sales (1685–1766), deutscher römisch-katholischer Geistlicher und Autor
- Gailler, Gabriel (1838–1917), deutscher Bauchredner und Marionettenspieler
- Gailler, Willibald (* 1954), bayerischer Kommunalpolitiker; Landrat des Landkreises Neumarkt in der Oberpfalz
- Gaillet, Aurore (* 1981), französische Rechtswissenschaftlerin und Professorin für Öffentliches Recht an der Université Toulouse I Capitole
- Gailliard, Franz (1861–1932), belgischer Maler, Radierer und Illustrator
- Gailling, Barbara (* 1931), deutsche Kostümbildnerin
- Gailling, Hans (* 1928), deutscher Filmarchitekt, Szenenbildner und Kostümbildner
- Gaillot, Albane (* 1971), französische Politikerin (LREM, Groupe Écologie, Democratie, Solidarité)
- Gaillot, Jacques (1935–2023), französischer Geistlicher, Titularbischof von Partenia und Bischof von ÉvreuxJacques Gaillot (1935–2023)

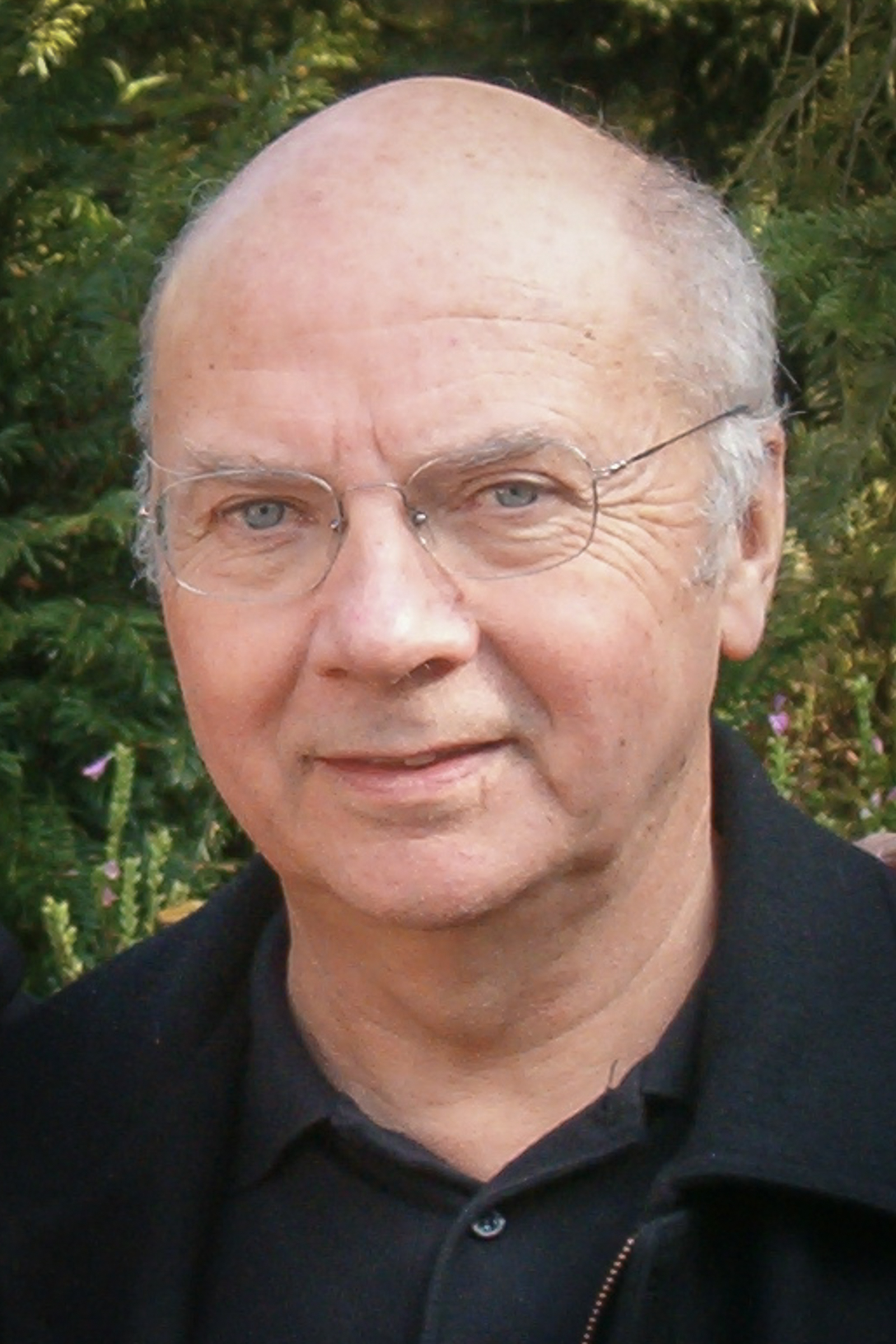
Jacques Gaillot (1935–2023)

- Gaillot, Philippe (* 1965), französischer Fußballspieler
- Gaillouste, Pierre (* 1989), französischer Fußballschiedsrichter
- Gailly, Étienne (1922–1971), belgischer Leichtathlet
- Gailly, Paul (1894–1969), belgischer Wasserballspieler
- Gailová, Lucia (* 1971), tschechisch-deutsche Schauspielerin und Hörspielsprecherin
- Gailswintha, fränkische Königin
- Gailums, Patriks (* 1998), lettischer Leichtathlet
- Gailus, Gustavs (* 1993), lettischer Schauspieler
- Gailus, Manfred (* 1949), deutscher Historiker
- Gailus, Tim (* 1988), deutscher Fernsehmoderator und Redakteur

### Gaim
- Gaim, Grete (* 1993), estnische Biathletin
- Gaiman, Neil (* 1960), britischer Fantasy- und Science-Fiction-AutorNeil Gaiman (* 1960)

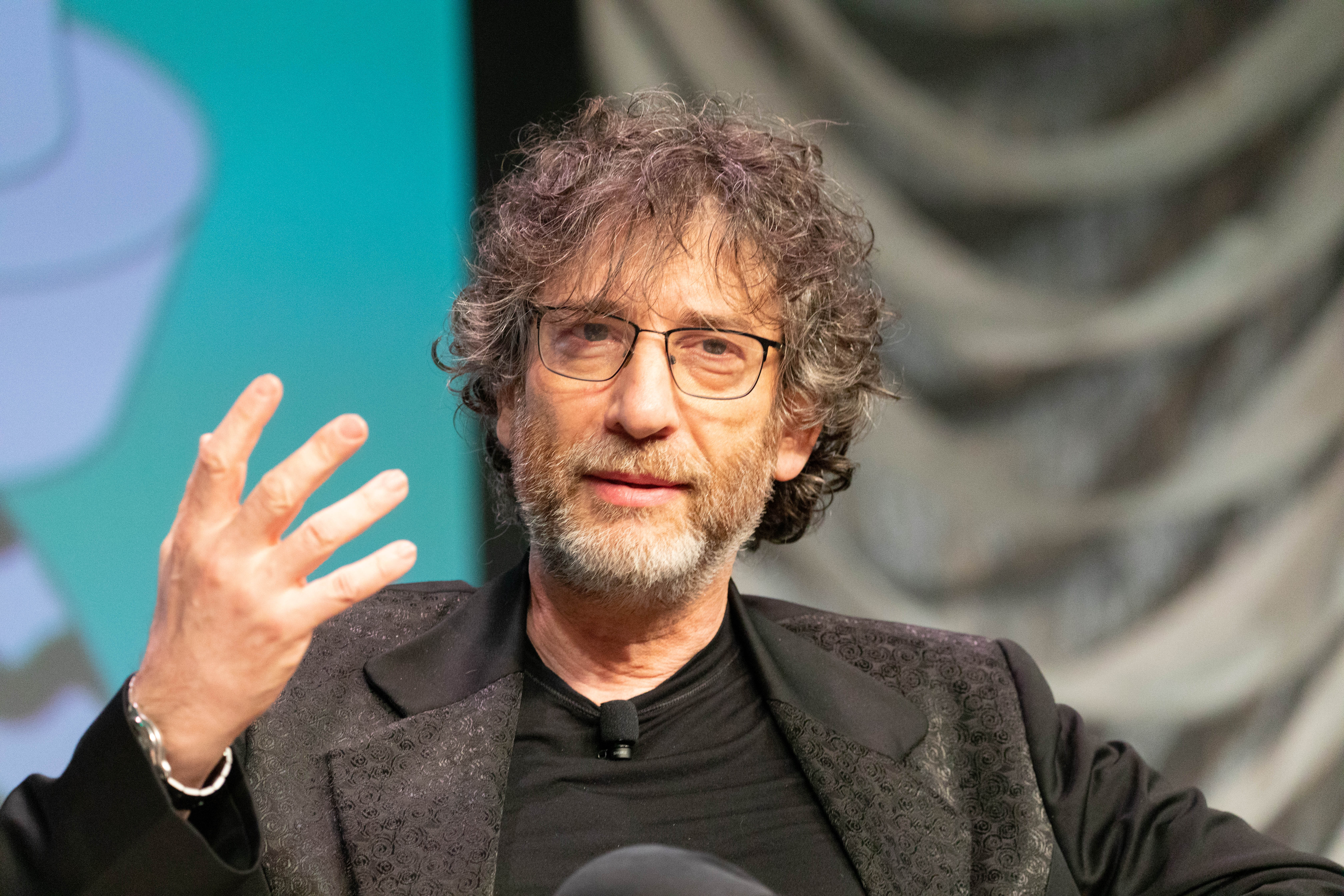
Neil Gaiman (* 1960)

- Gaimard, Joseph Paul († 1858), französischer Naturforscher und Zoologe
- Gaimon, Phil (* 1986), US-amerikanischer Radrennfahrer

### Gain
- Gain (* 1987), südkoreanische Sängerin
- Gain, Vasile (* 1912), rumänischer Fußballspieler
- Gainacopulus, Kay T. (* 1939), US-amerikanischer Saxophonist, Musikpädagoge, Komponist und Arrangeur
- Gainas († 400), römischer Feldherr
- Gainche, Jean (* 1932), französischer Radrennfahrer
- Gainejew, Robert (* 1994), kasachischer Radsportler
- Gainer, Derrick (* 1972), US-amerikanischer Boxer im Federgewicht
- Gainer, Donald St. Clair (1891–1966), britischer Diplomat
- Gainer, Ronald William (* 1947), US-amerikanischer Geistlicher, emeritierter römisch-katholischer Bischof von Harrisburg
- Gaines, Ambrose (* 1959), US-amerikanischer Schwimmer
- Gaines, Boyd (* 1953), US-amerikanischer Theater-, Film- und Fernsehschauspieler
- Gaines, Charlie (1900–1986), US-amerikanischer Jazz-Trompeter und Bandleader
- Gaines, Chryste (* 1970), US-amerikanische Leichtathletin
- Gaines, Clarence (1923–2005), US-amerikanischer College-Basketballtrainer
- Gaines, Corey (* 1965), US-amerikanischer Basketballspieler und -trainer
- Gaines, David (* 1961), US-amerikanischer Komponist zeitgenössischer klassischer Musik
- Gaines, Edward Russell (1926–1994), neuseeländischer römisch-katholischer Bischof
- Gaines, Elizabeth (* 1964), australische Managerin
- Gaines, George (1933–1986), US-amerikanischer Szenenbildner
- Gaines, George Strother (1784–1873), US-amerikanischer Politiker, Lobbyist, Bankier und Indianeragent
- Gaines, Greg (* 1996), US-amerikanischer American-Football-Spieler
- Gaines, Helen Fouché (1888–1940), US-amerikanische Kryptologin und Schriftstellerin
- Gaines, Jim (* 1955), philippinisch-US-amerikanischer Schauspieler, Drehbuchautor und Filmregisseur
- Gaines, John Pollard (1795–1857), US-amerikanischer Politiker
- Gaines, John W. (1860–1926), US-amerikanischer Politiker
- Gaines, Joseph H. (1864–1951), US-amerikanischer Politiker
- Gaines, Latham (* 1964), US-amerikanischer Schauspieler, Künstler und Erfinder
- Gaines, McKinze (* 1998), US-amerikanischer Fußballspieler
- Gaines, Richard (1904–1975), US-amerikanischer Schauspieler
- Gaines, Rosie (* 1960), US-amerikanische Sängerin
- Gaines, Steve (1949–1977), US-amerikanischer Gitarrist
- Gaines, William E. (1844–1912), US-amerikanischer Politiker
- Gaines, William Maxwell (1922–1992), US-amerikanischer Herausgeber, Gründer des MAD-Magazins und Herausgeber mehrerer Comic-Serien
- Gainetdinowa, Gulschat Irschatowna (* 1992), russische Leichtathletin
- Gainey, Bob (* 1953), kanadischer Eishockeyspieler, -trainer und -funktionär
- Gainey, M. C. (* 1948), US-amerikanischer Film- und Fernsehschauspieler
- Gainey, Steve (* 1979), kanadischer Eishockeyspieler und -trainer
- Gainey, William J. (* 1956), US-amerikanischer Unteroffizier
- Gaïni, Sigri Mitra (* 1975), färöische Filmschauspielerin und Dichterin
- Gains, Courtney (* 1965), US-amerikanischer Schauspieler
- Gainsborough, Thomas (1727–1788), englischer Maler
- Gainsbourg, Charlotte (* 1971), britisch-französische Schauspielerin und SängerinCharlotte Gainsbourg (* 1971)

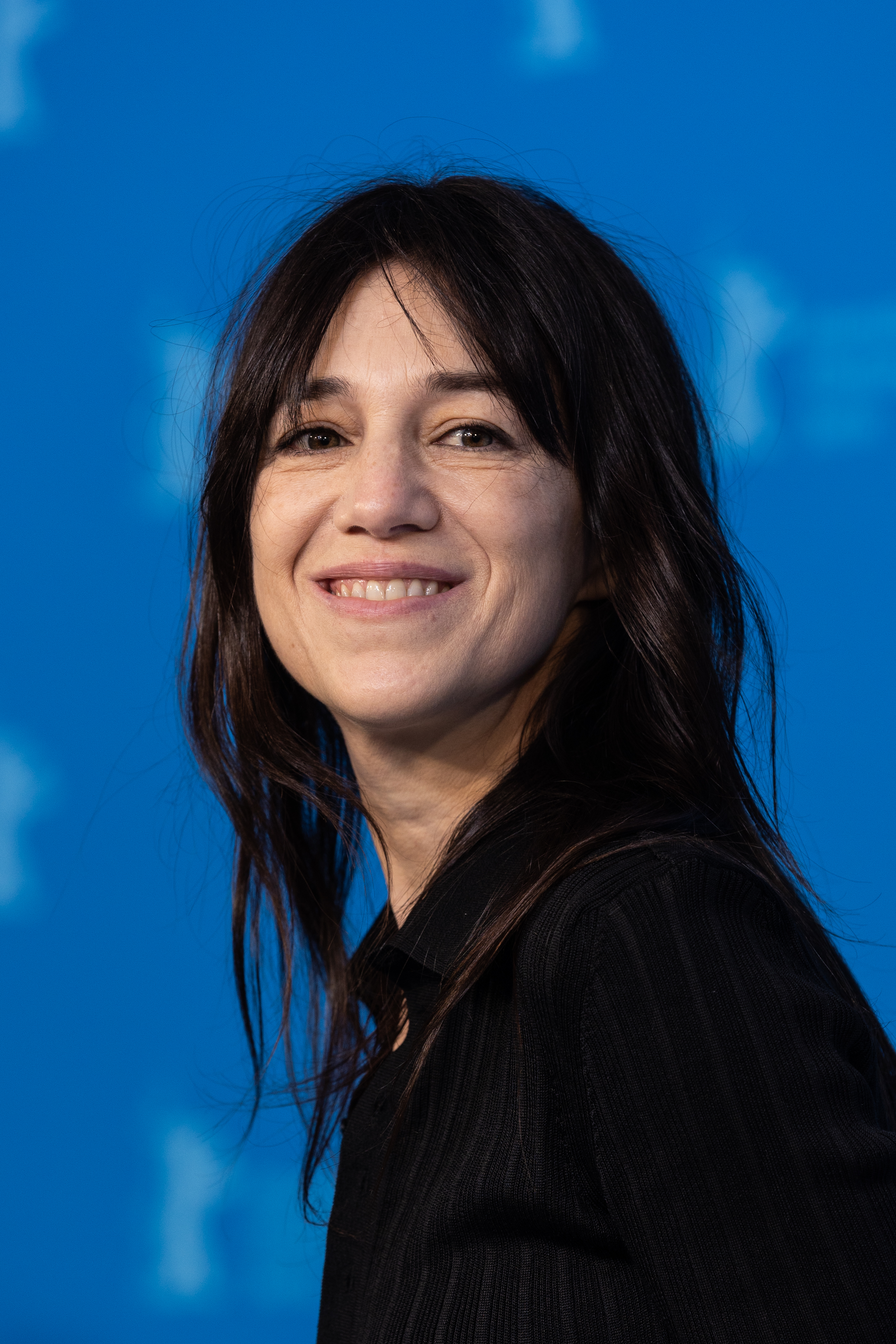
Charlotte Gainsbourg (* 1971)

- Gainsbourg, Lulu (* 1986), französischer Musiker und Schauspieler
- Gainsbourg, Serge (1928–1991), französischer ChansonnierSerge Gainsbourg (1928–1991)

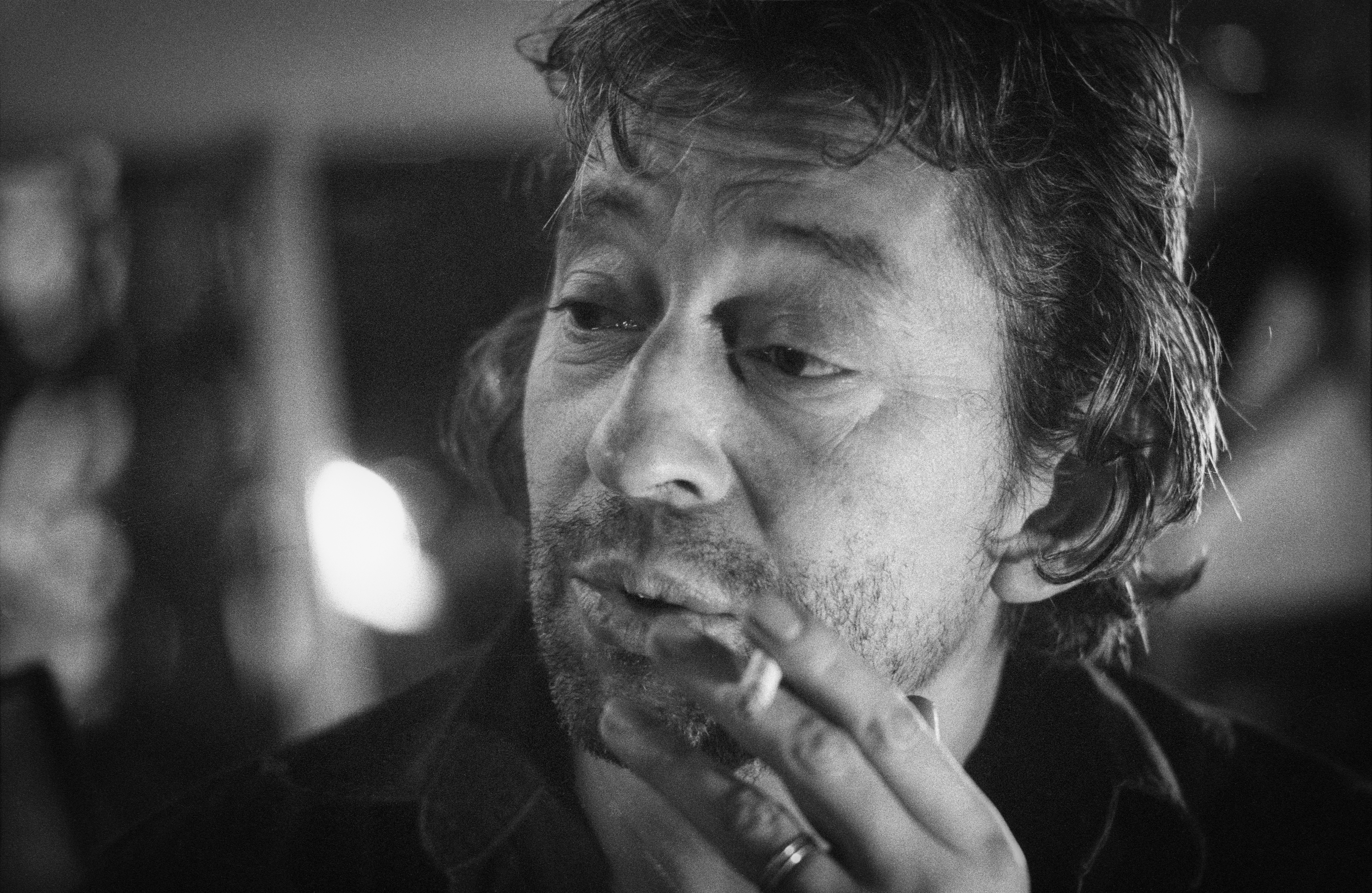
Serge Gainsbourg (1928–1991)

- Gainsburgh, William († 1307), englischer Ordensgeistlicher und Diplomat
- Gainsford, Anne, Hofdame der Königin Anne Boleyn
- Gainsford-Taylor, Melinda (* 1971), australische Leichtathletin
- Gainullina, Farida Ismagilowna (* 1947), sowjetische bzw. russische Politologin und Politikerin
- Gainutdin, Rawil Ismagilowitsch (* 1959), russischer Geistlicher, Vorsitzender des Rates der Muftis Russlands
- Gainwell, Kenneth (* 1999), US-amerikanischer American-Football-Spieler
- Gaínza, Agustín (1922–1995), spanischer Fußballspieler
- Gaínza, Camilo (* 1993), chilenischer Fußballspieler
- Gaínza, Gabino (1753–1829), spanischer Soldat, Präsident von Guatemala
- Gaínza, Iñigo (* 1995), spanischer Eishockeyspieler
- Gainza, María (* 1975), argentinische Schriftstellerin

### Gaio
- Gaio Lima, Paulo (1961–2021), portugiesischer Cellist und Musikpädagoge
- Gaio, Federico (* 1992), italienischer Tennisspieler
- Gaio, Finley (* 1999), Schweizer Leichtathlet
- Gaioni, Giacomo (1905–1988), italienischer Radrennfahrer
- Gaios, antiker Bildhauer
- Gaios, antiker Bildhauer der römischen Kaiserzeit
- Gaios, griechischer Koroplast
- Gaios, griechischer Steinmetz
- Gaios, griechischer Steinschneider
- Gaios, antiker Philosoph
- Gaiotto, Davide (* 1977), italienischer theoretischer Physiker

### Gaip
- Gaipa, Amy (* 1970), US-amerikanische Theater- und Filmschauspielerin
- Gaipa, Corrado (1925–1989), italienischer Schauspieler und SynchronsprecherCorrado Gaipa (1925–1989)

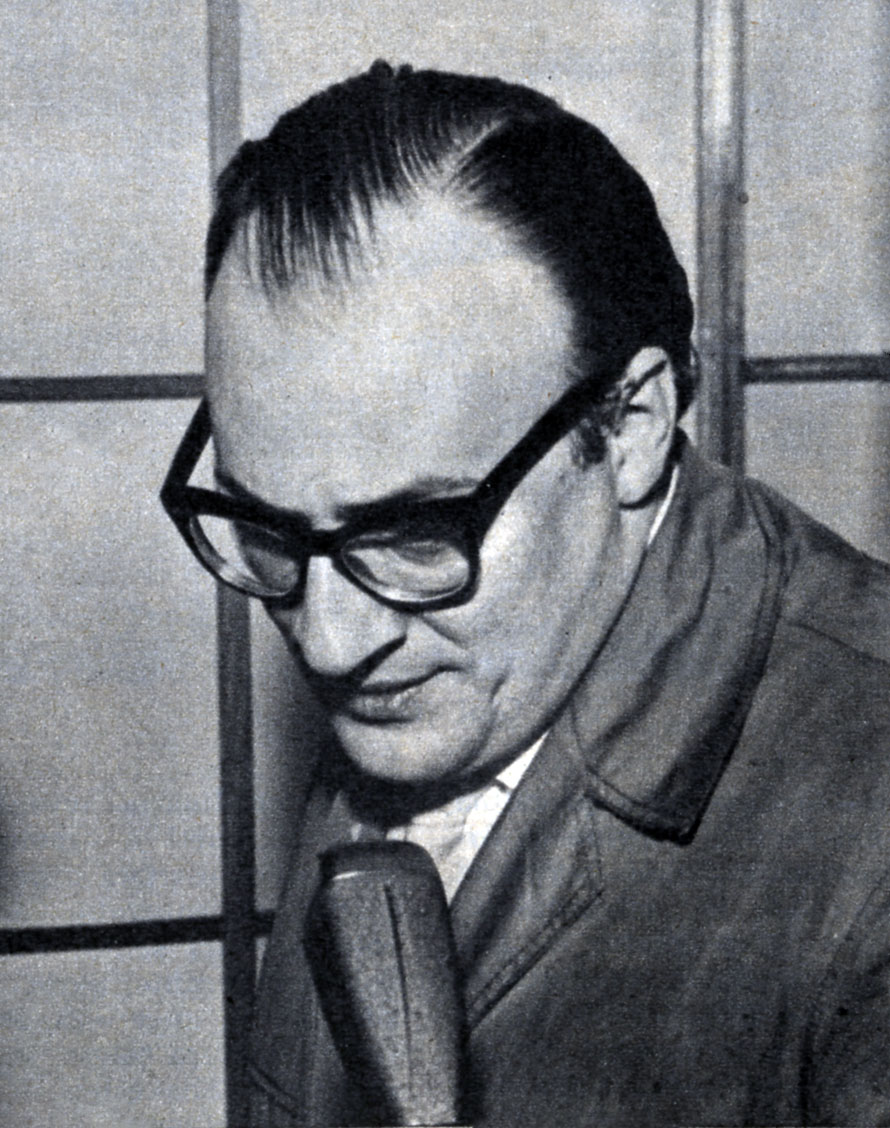
Corrado Gaipa (1925–1989)

### Gair
- Gair, Robert (1839–1927), britisch-amerikanischer Erfinder
- Gairbekowa, Maschidat Gadschijewna (1927–2015), awarische Dichterin
- Gairdner, Bill (1940–2024), kanadischer Zehnkämpfer und Hürdenläufer
- Gairdner, Charles (1898–1983), britischer General und Gouverneur von Western Australia und Tasmanien
- Gairdner, James (1828–1912), britischer Neuzeithistoriker
- Gairhos, Sebastian (* 1971), deutscher provinzialrömischer Archäologe
- Gairy, Eric (1922–1997), grenadischer Politiker

### Gais
- Gais, Don (1919–1996), US-amerikanischer Jazzpianist und Sänger
- Gais, Hans-Joachim (* 1942), deutscher Chemiker und Hochschullehrer
- Gaisah, Ignisious (* 1983), ghanaischer Leichtathlet
- Gaisbacher, Josef Karl (1917–1996), österreichischer Landesbeamter der Steiermärkischen Landesregierung
- Gaisbauer, Franz (1896–1949), österreichischer Politiker, Landtagsabgeordneter
- Gaisbauer, Franz Xaver (1834–1877), bayerischer Politiker der Patriotenpartei und Holzwarenfabrikant
- Gaisbauer, Hubert (* 1939), österreichischer Autor und Hörfunkabteilungsleiter
- Gaisberg, Franz von (1465–1529), Abt und Bibliothekar des Klosters St. Gallen
- Gaisberg, Fred (1873–1951), US-amerikanischer Schallplattenproduzent
- Gaisberg, Ludwig von (1775–1852), deutscher Beamter und Politiker
- Gaisberg, Philipp Albrecht von (1676–1752), deutscher Offizier und Gutsbesitzer
- Gaisberg-Helfenberg, Hermann von (1860–1924), deutscher Forstbeamter und Politiker
- Gaisberg-Helfenberg, Ulrich von (1863–1906), deutscher Gutsbesitzer und Politiker
- Gaisberg-Schöckingen, Friedrich von (1857–1932), deutscher Gutsherr, Politiker, Genealoge und Heraldiker
- Gaisbichler, Hermann (1899–1970), österreichischer Politiker (ÖVP), Landtagsabgeordneter, Mitglied des Bundesrates
- Gaisböck, Wolfgang (* 1972), österreichischer Trompeter
- Gaisch, Willi (1922–2009), österreichischer Politiker (KPÖ)
- Gaiser, Bernd (* 1945), deutscher Autor und Aktivist der Schwulen (Emanzipations-)Bewegung
- Gaiser, Carl Hermann (1889–1969), deutscher Politiker (FDP/DVP)
- Gaiser, Dietmar (* 1943), deutscher Journalist, Dozent an der Deutschen Journalistenschule München
- Gaiser, Fritz (1907–1994), deutscher Skilangläufer
- Gaiser, Gabrijela (* 1995), kroatische Fußballspielerin
- Gaiser, Gerd (1908–1976), deutscher SchriftstellerGerd Gaiser (1908–1976)

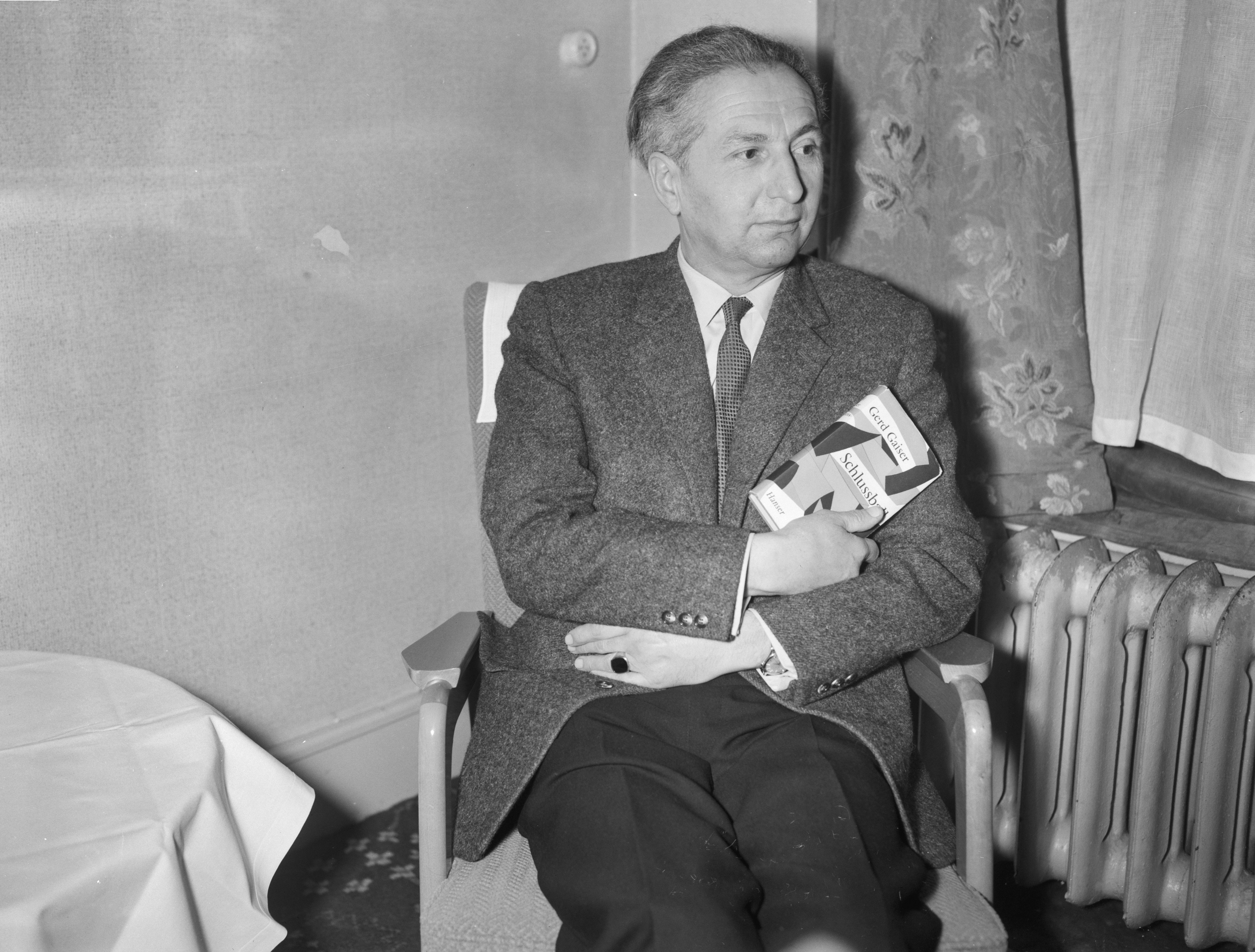
Gerd Gaiser (1908–1976)

- Gaiser, Gottlieb Leonhard (1817–1892), deutscher Kaufmann
- Gaiser, Jens (* 1978), deutscher Nordischer Kombinierer
- Gaiser, Joachim (1956–2004), deutscher Musiker, Moderator, Radioredakteur und Entertainer
- Gaiser, Konrad (1929–1988), deutscher Klassischer Philologe
- Gaiser, Marco (* 1993), deutscher Fußballspieler
- Gaiser, Wjatscheslaw Michailowitsch (* 1966), russischer Systemingenieur und Politiker, Gouverneur der Republik Komi
- Gaisert, Michael (1864–1933), deutscher römisch-katholischer Geistlicher und Märtyrer
- Gaisford, Daniel, US-amerikanischer Cellist
- Gaisford, James (* 1994), US-amerikanischer Schauspieler und Musicaldarsteller
- Gaisford, Thomas (1779–1855), britischer Altphilologe
- Gaisl, Georgine (1927–2018), österreichische Sportmedizinerin und Hochschullehrerin
- Gaismair, Michael (1490–1532), Bauernführer in Tirol und Salzburg in der Zeit des Deutschen Bauernkriegs
- Gaiso, römischer Militär und Konsul
- Gaisreiter, Stefan (* 1947), deutscher Bobsportler
- Gaisruck, Franz Sigmund von († 1769), kaiserlicher Feldmarschall, kommandierender General in Slavonien
- Gaisruck, Karl Kajetan von (1769–1846), Erzbischof und Kardinal von Mailand
- Gaisruck, Rudolph Karl von (1700–1778), k.k. Feldzeugmeister, Inhaber des Infanterieregiments No. 44
- Gaisrucker, Heinz (* 1949), österreichischer Basketballtrainer und ehemaliger -spieler
- Gaißer, Fiona (* 2004), deutsche Fußballspielerin
- Gaißer, Franz (1838–1905), württembergischer Oberamtmann
- Gaisser, Hugo (1853–1919), deutscher Benediktiner und Choralforscher
- Gaisser, Jakob Emanuel (1825–1899), deutscher Genremaler
- Gaisser, Max (1857–1922), deutscher Genremaler
- Gaisser, Michael Georg (1595–1655), Benediktiner, Abt und Chronist
- Gaißer, Reinhard, kapitalismuskritischer Theologe und Bundschuh-verschworener Pfarrer
- Gaisser, Serge (* 1958), französischer Fußballspieler
- Gaißmaier, Rolf (* 1942), deutscher Fußballspieler
- Gaißmayer, Holger (* 1970), deutscher Fußballspieler
- Gaißmayer, Michel (1937–2025), deutscher Kulturredakteur
- Gaiswinkler, Albrecht (1905–1979), österreichischer Beamter und Politiker (SDAP, SPÖ), Widerstandskämpfer gegen den Nationalsozialismus, Abgeordneter zum Nationalrat
- Gaiswinkler, Johann (* 1961), österreichischer Offizier des Bundesheeres und Brigadekommandant

### Gait
- Gaitán Laguado, Natalia (* 1991), kolumbianische Fußballspielerin
- Gaitán, Carolina (* 1984), kolumbianische Schauspielerin und Sängerin
- Gaitan, Haramara (* 1996), mexikanische Badmintonspielerin
- Gaitán, Jorge Eliécer (1903–1948), kolumbianischer Politiker und Anwalt
- Gaitán, Nicolás (* 1988), argentinischer Fußballspieler
- Gaitán, Paulina (* 1992), mexikanische SchauspielerinPaulina Gaitán (* 1992)

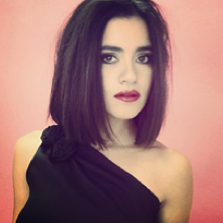
Paulina Gaitán (* 1992)

- Gaitán, Tabita (* 2006), guatemaltekische Squashspielerin
- Găitan, Vladimir (1947–2020), rumänischer Schauspieler
- Gaitán, Walter (* 1977), argentinischer Fußballspieler
- Gaitana (* 1979), ukrainische Popsängerin
- Gaitanides, Charlotte (* 1965), deutsche Juristin und ehemalige Hochschullehrerin
- Gaitanides, Johannes (1909–1988), griechisch-deutscher Schriftsteller und Publizist
- Gaitanides, Michael (* 1942), deutscher Hochschullehrer für Betriebswirtschaft
- Gaitanides, Thomas (* 1948), deutscher Hörfunkjournalist und Moderator
- Gaitanis, Vasileios (* 1991), griechischer Taekwondoin
- Gaitano, Stella (* 1979), südsudanesische Schriftstellerin
- Gaitelgrima, langobardische Adelige
- Gaitelgrima von Salerno und Capua, Fürstgemahlin von Capua durch ihre Ehen mit Richard I. Drengot und Jordan I. von Capua
- Gaitero, Alberto (* 1996), spanischer Judoka
- Gaith, Denys (1910–1986), syrischer Geistlicher, melkitischer Erzbischof von Homs
- Gaither, Bill (1910–1970), US-amerikanischer Blues-Musiker
- Gaither, Bill (* 1936), US-amerikanischer Gospelsänger
- Gaither, Burgess Sidney (1807–1892), US-amerikanischer Jurist und Politiker
- Gaither, Gloria (* 1942), US-amerikanische Sängerin und Autorin von Liedern
- Gaither, Nathan (1788–1862), US-amerikanischer Politiker
- Gaither, Ridgely (1903–1992), US-amerikanischer Offizier, Generalleutnant der US Army
- Gaither, Tynia (* 1993), bahamaische Sprinterin
- Gaito, Constantino (1878–1945), argentinischer Komponist
- Gaitsgory, Dennis (* 1973), israelisch-US-amerikanischer Mathematiker
- Gaitskell, Dora Gaitskell, Baroness (1901–1989), britische Politikerin (Labour Party)
- Gaitskell, Hugh (1906–1963), britischer PolitikerHugh Gaitskell (1906–1963)

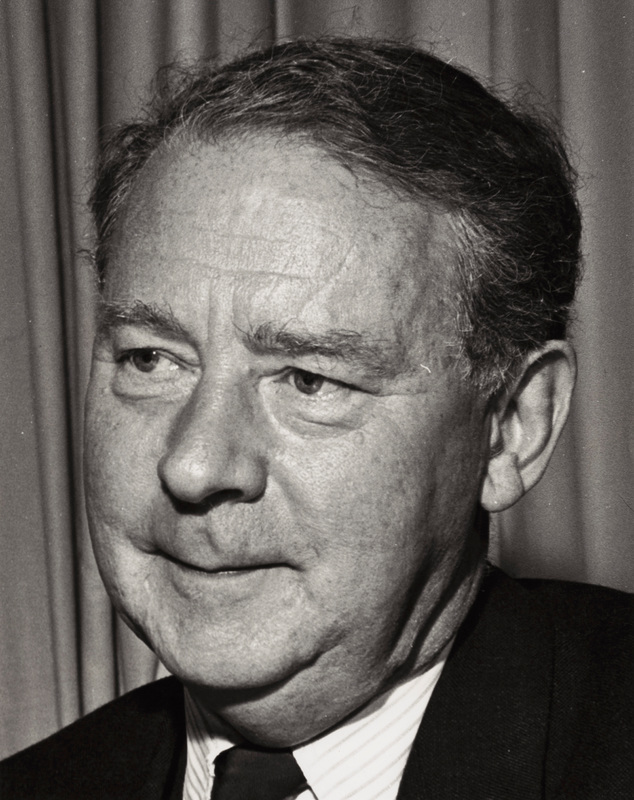
Hugh Gaitskell (1906–1963)

- Gaitskill, Mary (* 1954), US-amerikanische Autorin
- Gaittet, Jacques (1889–1936), französischer Eishockeyspieler
- Gaitzsch, Arthur Johannes (1879–1951), deutscher Jurist und Kommunalpolitiker
- Gaitzsch, Torsten (* 1981), deutscher Satiriker und Autor
- Gaitzsch, Wolfgang (* 1949), deutscher provinzialrömischer und klassischer Archäologe

### Gaiu
- Gaius, römischer Jurist
- Gaius Aelius Gallus, römischer Rechtswörterbuchschreiber
- Gaius Livius Drusus, römischer Jurist
- Gaius Sennius Bell[…], antiker römischer Toreut
- Gaius Titinius Gadaeus, Akteur der zweiten sizilischen Sklavenrevolte
- Gaius Trebonius Proculus Mettius Modestus, römischer Politiker und Konsul (103)
- Gaius Vettius Cossinius Rufinus, spätantiker Politiker und Konsul (316)
- Gaius von Ephesus, Jünger Jesu
- Gaius von Mailand, legendärer früher Bischof von Mailand

### Gaiv
- Gaivenytė, Gintarė (* 1986), litauische Radrennfahrerin

### Gaiz
- Gaižauskas, Dainius (* 1975), litauischer Politiker, Verwaltungsjurist und Polizeikommissar, Mitglied des Seimas
- Gaižiūnas, Ignas (* 1994), litauischer Politiker
- Gaižutis, Algirdas (* 1941), litauischer Ästhetiker, Kulturwissenschaftler und Politiker, Mitglied des Seimas